# Trésors de Lisette
Les Trésors de Lisette est un musée français situé dans le village d'Archingeay, commune rurale appartenant au canton de Saint Jean d'Angely en Charente-Maritime.

## Présentation
Par son thème, ses décors et pour l'époque choisie, celle de la Belle Époque, il s'apparente à d'autres musées du département comme celui entre autres du Musée des Commerces d'autrefois à Rochefort ou du Musée des automates à La Rochelle. Tous ces musées sont constitués de collections privées et sont nés avec l'essor du tourisme urbain et du tourisme culturel.
Bien que ce musée privé ait été réalisé entièrement sans subventions publiques, il est devenu un élément quasiment incontournable de la vie touristique locale, participant pleinement à la mise en valeur touristique du canton de Saint Jean d'Angely où il est largement reconnu par les édiles locaux et autres structures administratives comme la Communauté des Communes (CDC) des Vals de Saintonge. À l'échelle départementale, il figure sur la liste des musées référencés par la maison du tourisme de la Charente-Maritime.
Il a en effet acquis au fil du temps une remarquable notoriété à tel point qu'il figure dans de nombreux guides touristiques comme le Guide du Routard Poitou-Charentes, le Guide Vert Michelin Poitou-Charentes, le Guide Vert Michelin Charente -Maritime, le Guide Géo Gallimard ou encore dans des brochures ou revues touristiques comme la brochure Journées du Patrimoine ou le Passeport Découvertes Infiniment Charentes.
Il fait partie des 29 sites exceptionnels & remarquables sur La Route Historique des Trésors de Saintonge et d'Aunis.
De nombreux articles dans la presse (en voici un particulièrement instructif) ainsi que plusieurs reportages télévisés lui ont été consacrés.

## Histoire
C'est en 1995 que le musée est installé dans les locaux de l'ancienne école publique d'Archingeay qui avait été construite à la fin du XIXe siècle.
Mais il fallut trois années de travaux et d'aménagement avant l'ouverture du musée qui eut lieu officiellement le 14 juin 1998 et, ce, dans une ambiance festive où les habitants du village furent conviés à cette inauguration en costumes d'époque.

## Collections
C'est un musée fort original dans la région, donnant vie aux objets d'une autre époque, à travers une histoire, celle de Lisette, enfant du pays qui a vécu à Saint-Savinien et dont une "vitrine de la maison natale de Lisette" y est même exposée.
La thématique du musée qui s'articule sur la vie quotidienne au début du siècle dernier s'intitule "1001 choses du foyer vers 1900" est un amusant et émouvant séjour dans une famille à la Belle Époque et un voyage dans le "bon vieux temps" et qui se déroule en douze scènes.
Son côté à la fois pédagogique et ludique ne laisse pas le visiteur indifférent. Il peut choisir entre différents jeux de visite avec devinettes. En famille ou non on est attiré par les nombreuses curiosités qui composent ce musée par les jouets anciens, la mode avec ses costumes, les miniatures, les cafetières émaillées ainsi qu'une magnifique collection d'anciennes boîtes publicitaires.

## Ouverture et accueil
Le musée est ouvert toute l'année, Juillet Août Septembre tous les jours de 15 h à 19 , Autres périodes & horaires  se renseigner sur le répondeur. 05 46 97 81 46. Groupes sur réservation.
Tarifs: 7 Euros: Adultes & 5 Euros: Enfants (5-15 ans), Famille nombreuse, Handicap, Groupes ( à partir de 12 personnes), ...
Les visites guidées peuvent se faire en français, anglais, allemand et espagnol.
Boutique Souvenirs - Espaces pique-nique (plein air & sous abri) - Pas de Carte Bancaire